# Sex Percé
Sex Percé är en bergstopp i Schweiz. Den ligger i distriktet Aigle och kantonen Vaud, i den sydvästra delen av landet, 80 km söder om huvudstaden Bern. Toppen på Sex Percé är 2 515 meter över havet.